# Asz-Szi’ab
Asz-Szi’ab (arab. الشعاب) – wieś w Syrii, w muhafazie As-Suwajda. W 2004 roku liczyła 403 mieszkańców.